# 太田直次

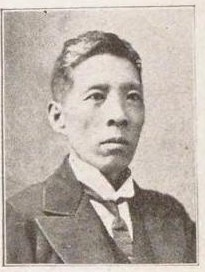
太田直次

太田 直次（おおた なおじ、1864年8月9日（元治元年7月8日） - 1918年（大正7年）1月21日）は、日本の政治家。衆議院議員（1期）。

## 経歴
東京都出身。1890年、東京法学院卒。神田区会議員、東京市会議員、同参事会員、東京府会議員、神田商業銀行取締役となる。
1912年の第11回衆議院議員総選挙において茨城県郡部から無所属で立候補して当選した。衆議院議員を1期務め、1915年の第12回衆議院議員総選挙には立候補しなかった。1918年に死去した。